# Equipo de Copa Davis de Suecia
El equipo sueco de Copa Davis es el representante de Suecia en dicha competición internacional. Su organización está a cargo de la Svenska Tennisförbundet.
Suecia es el 5.º país que ha celebrado más veces la Copa Davis, 7 entre 1975 y 1998. Suecia, junto con EE. UU y la República Checa tiene el mayor número de apariciones y de remontadas, 5, de 0 a 2. Björn Borg guarda el mayor récord de racha ganadora, 33 partidos ganados consecutivamente entre 1973 y 1980.

## Victorias y derrotas
|           | Total | Tierra | Carpeta | Césped | Dura | Indoor | Outdoor |
| --------- | ----- | ------ | ------- | ------ | ---- | ------ | ------- |
| Victorias |       |        |         |        |      |        |         |
| Derrotas  |       |        |         |        |      |        |         |

## Plantel
| Jugador          | Debut | Individuales | Dobles |
| ---------------- | ----- | ------------ | ------ |
| Markus Eriksson  | 2012  | 3 - 6        | 0 - 0  |
| Robert Lindstedt | 2007  | 0 - 3        | 10 - 3 |
| Mikael Ymer      | 2015  | 11 - 4       | 0 - 0  |
| Elias Ymer       | 2013  | 8 - 12       | 0 - 0  |

Capitán: Robin Söderling.